# Submulțime

Diagramă Venn - Euler reprezentând faptul că A este o submulțime a lui B

În matematică, mai exact în teoria mulțimilor, se spune că mulțimea B este submulțimea mulțimii A dacă B „este conținută” de A. Echivalent, se poate scrie {\displaystyle B\supseteq A}, citit B include A, sau B conține A. Relația dintre mulțimi stabilită de {\displaystyle \subseteq } se numește incluziune sau conținere. Algebra submulțimilor constituie o structură de algebră booleană relativ la incluziune.
Dacă A este o submulțime a lui B, dar nu este egală cu B, atunci A se numește submulțime proprie a lui B, ceea ce se scrie {\displaystyle A\subset B} sau {\displaystyle B\supset A}. Totuși, în literatură aceste simboluri se citesc la fel ca {\displaystyle \subseteq } și {\displaystyle \supseteq }, deci se preferă adesea să se folosească simbolurile mai explicite {\displaystyle \subsetneq } și {\displaystyle \supsetneq } și pentru incluziunea strictă. Incluziunea strictă este o relație nereflexivă.

## Proprietăți ale relației de incluziune
Se consideră două mulțimi {\displaystyle A,B} incluse într-o mulțime universală {\displaystyle U} și se notează cu {\displaystyle A^{\prime },B^{\prime }} complementarele acestora: {\displaystyle A^{\prime }=U\setminus A,\;B^{\prime }=U\setminus B.}
Există proprietățile:
- {\displaystyle A=B\;\Leftrightarrow A\subseteq B} și {\displaystyle B\subseteq A.}
- {\displaystyle A\subseteq B\;\Leftrightarrow \;B^{\prime }\subseteq A^{\prime }.}